# Nestor kaka
Nestor kaka (Nestor meridionalis) je druh papouška z rodu nestor, který je endemický Novému Zélandu. Původně byl velmi hojný na všech třech hlavních ostrovech (Severní, Jižní, Stewartův), avšak následkem úbytku habitatu a hlavně tlaku ze strany introdukovaných savců (lasice hranostaj, krysy, kusu liščí) se kakové vyskytují jen v roztroušených populacích po novozélandské pevnině a těžiště jejich výskytu se nachází na přilehlých menších ostrůvcích bez predátorů jako jsou Whenua Hou, Kapiti, Aotea a Te Hauturu-o-Toi (Velký a Malý bariérový ostrov), Hen a Chicken, Tūhua či Taukihepa.
Jedná se o zavalitého velkého papouška s délkou těla 38–44 cm. Opeření je převážně hnědošedé a karmínové. Široká křídla mají rozpětí kolem 72–86 cm. Výrazný je šedavý, velký a silný zobák, který kakové dovedou umě využívat při šplhání po stromech a hledání potravy. Jedná se o sociální ptáky, kteří se často pohybují ve velkých hlučných hejnech. Nemigrují, nicméně přelety některých populací jsou běžné i na větší vzdálenosti přes otevřené moře. Typické stanoviště druhu tvoří původní pralesy, konkrétně nízké i vysoké podokarpové (nohoplodové) a pabukové lesy. Část populace se adaptovala i na městské prostředí; po Wellingtonu se pohybuje několik set kaků. Živí se všežravě – požírají semena, ovoce, květy, listy, nektar, mízu, hmyz a larvy. 
Kakové se rozmnožují od října do července. O inkubaci se stará pouze samice, zatímco samec ji krmí regurgitací potravy. Samice zahnizďuje v dutinách živých, občas i uschlých stromů. Klade nejčastěji 3–5 bílých vajec, na kterých sedí po 23–25 dní. Mláďata opouští hnízdo mezi 60. a 70. dnem od vylíhnutí, avšak rodiče jim nadále pomáhají se sháněním potravy až do věku 5–6 měsíců, kdy dochází k plnému osamostatnění a disperzi. Celková početnost kaků se odhaduje v jednotkách tisíců, avšak nepřesahuje 10 tisíc jedinců. Největší ohrožení druhu představují introdukovaní predátoři, zejména lasice hranostaj, která vedle vajec zabíjí i samice sedící na vejcích, čímž v řadě populací dochází k nevyrovnanému poměru pohlaví. Kusu liščí zase konkurují kakům v potravě, a vosy rodu Vespula decimují množství medovice, která tvoří důležitou složku jídelníčku kaků. Kakové byli hojně loveni Maory pro maso i peří, někdy byli drženi i jako domácí mazlíčci. 

## Systematika
Druh poprvé popsal Johann Friedrich Gmelin roku 1788. Tradičně se rozeznávají 2 poddruhy, a sice severní poddruh septentrionalis (rozšířen po Severním ostrově a menších lokálních ostrůvcích) a jižní poddruh meridionalis (obývající ostrovy Jižní, Stewartův a další menší okolní ostrovy). Oba poddruhy se vzájemně liší velikostí (severní poddruh je o něco menší) a jemnými rozdíly ve zbarvení opeření (severní poddruh má fádnější barvy). Dvě studie DNA nicméně odhalily, že genetická diverzita v rámci druhu je založená klinálně (tzn. postupně se liší u populací od severního cípu Severního ostrova k jižnímu cípu Jižního ostrova) a ne poddruhově. I když mezi populacemi z Jižního a Severního ostrova nastává částečně skokový genetický rozdíl, ještě větší skoky v genetické odlišnosti nastávají u populací ze severu a jihu Jižního ostrova. Existují navíc doklady o křížení populací z obou ostrovů. Podobně postupná je i změna velikosti ptáků, která je v souladu Bergmannovým pravidlem. Autoři obou studií se vzhledem k uvedeným faktům přiklání k tomu, že kaka je ve skutečnosti monotypický taxon, tedy že netvoří žádné poddruhy.
Nestor kaka je řazen do rodu nestor (Nestor), který se řadí do čeledi kakapovití (Strigopidae). Tato čeleď tvoří sesterský klad ke všem ostatním papouškům a je tedy první, která se začala vydělovat ze společného linie (již někdy před 83–85 miliony let, kdy se Nový Zéland začal oddělovat od Gondwany). Čeleď kakapovitých tvoří dva recentní rody (rod nestor zahrnující nestora keu, nestora úzkozobého a N. chathamensis, a rod kakapo (Strigops) zahrnující kakapa sovího) a jeden fosilní rod Nelepsittacus. Zatímco někteří taxonomisté zahrnují tyto tři rody do společné čeledi kakapovití (Strigopidae), podle některých jiných jsou rody Nestor a Nelepsittacus součástí čeledi nestorovití (Nestoridae), a v čeledi kakapovití tak zůstává pouze rod Strigops (kakapo soví). V takovém případě jsou obě čeledi řazeny do nadčeledi Strigopoidea. Důvodem pro přiznání samostatné čeledi kakapu sovímu je hlavně jeho hluboká fylogenetická odlišnost od hlavní linie nestorů. Kakapo soví se totiž vydělil z linie nestorů již před 23–29 miliony lety, zatímco prapředek nestorů (někdy označovaný jako proto-kaka) se začal speciovat až o cca 25 milionů let později. Nejdříve se z linie vydělil nestor kea, který se někdy před 2,3–4,4 miliony lety začal specializovat na alpínské prostředí. Linie dalších nestorů zůstala v teplejších podmínkách nížin a následně se speciovala na chathamský, norfolcký a pevninský druh, který představuje nestor kaka.
V jazyce domorodých Maorů je nestor kaka znám jako kākā. Slovo kā znamená „pištět“ nebo „skučet“, což odkazuje k dlouhému hlasitému skřekavému projevu těchto ptáků.

Vybraná dobová zobrazení
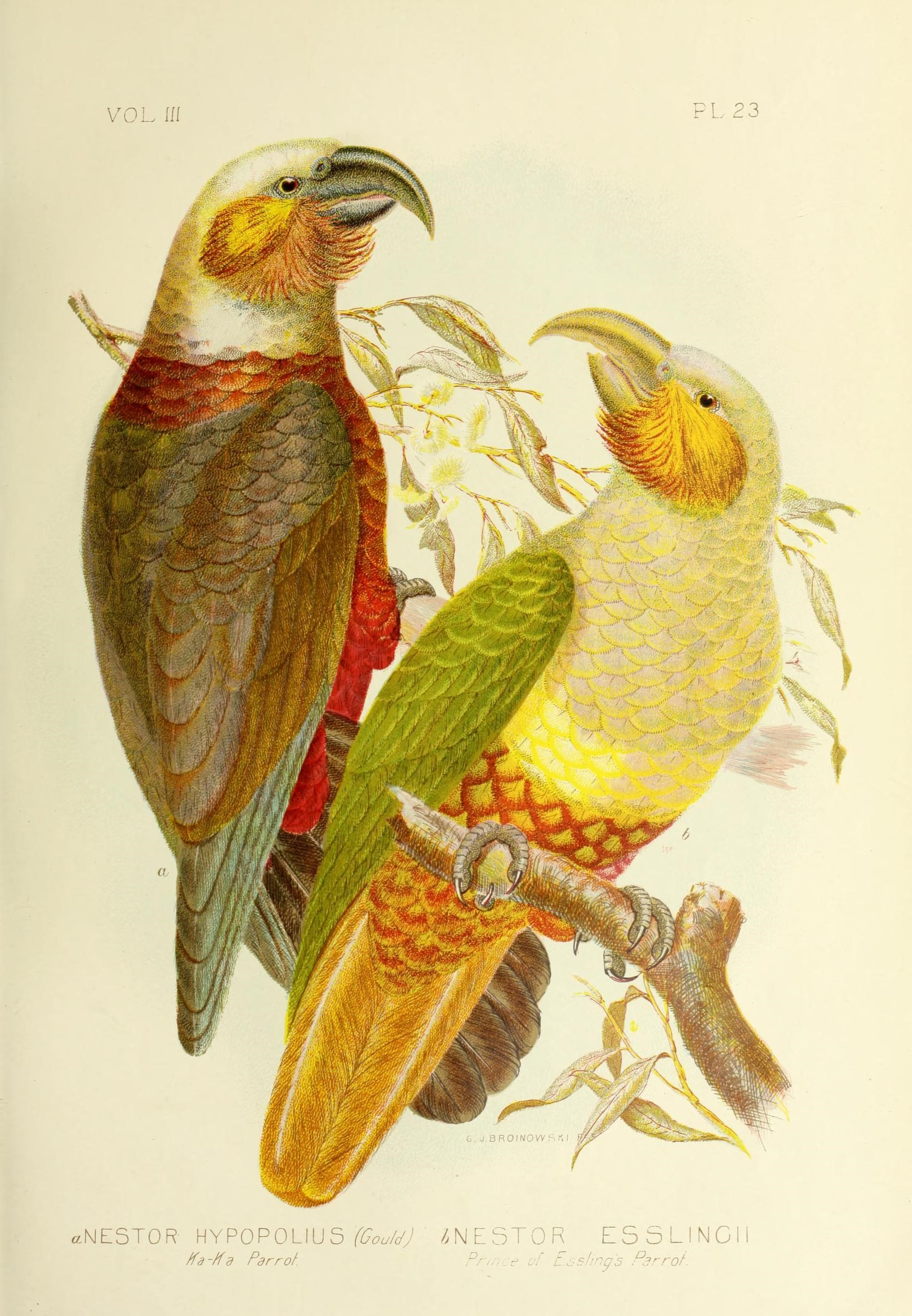
Dva kakové (Gracius Broinowski, 1890)
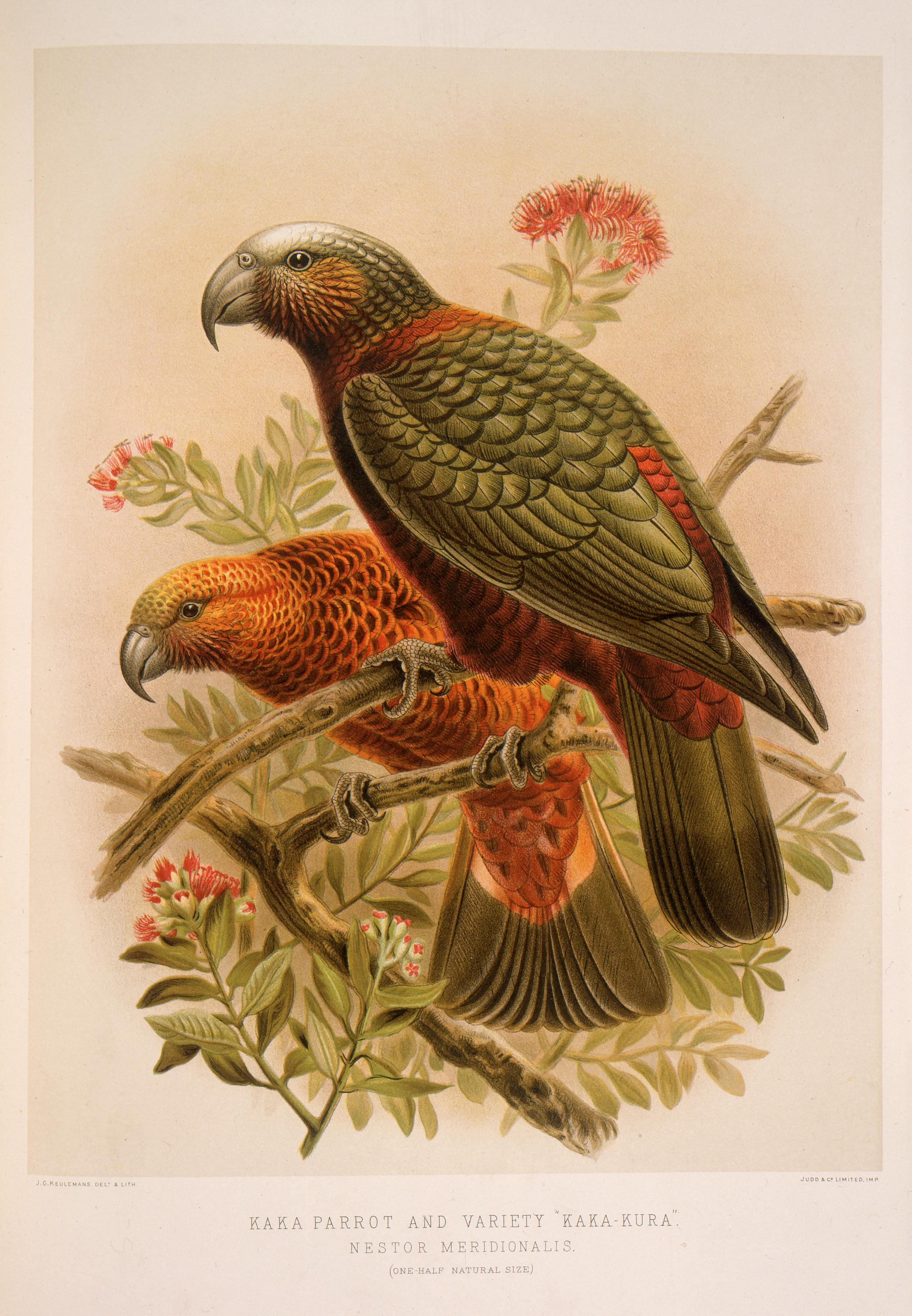
Dva sedící kakové (J. G. Keulemans, 1888)
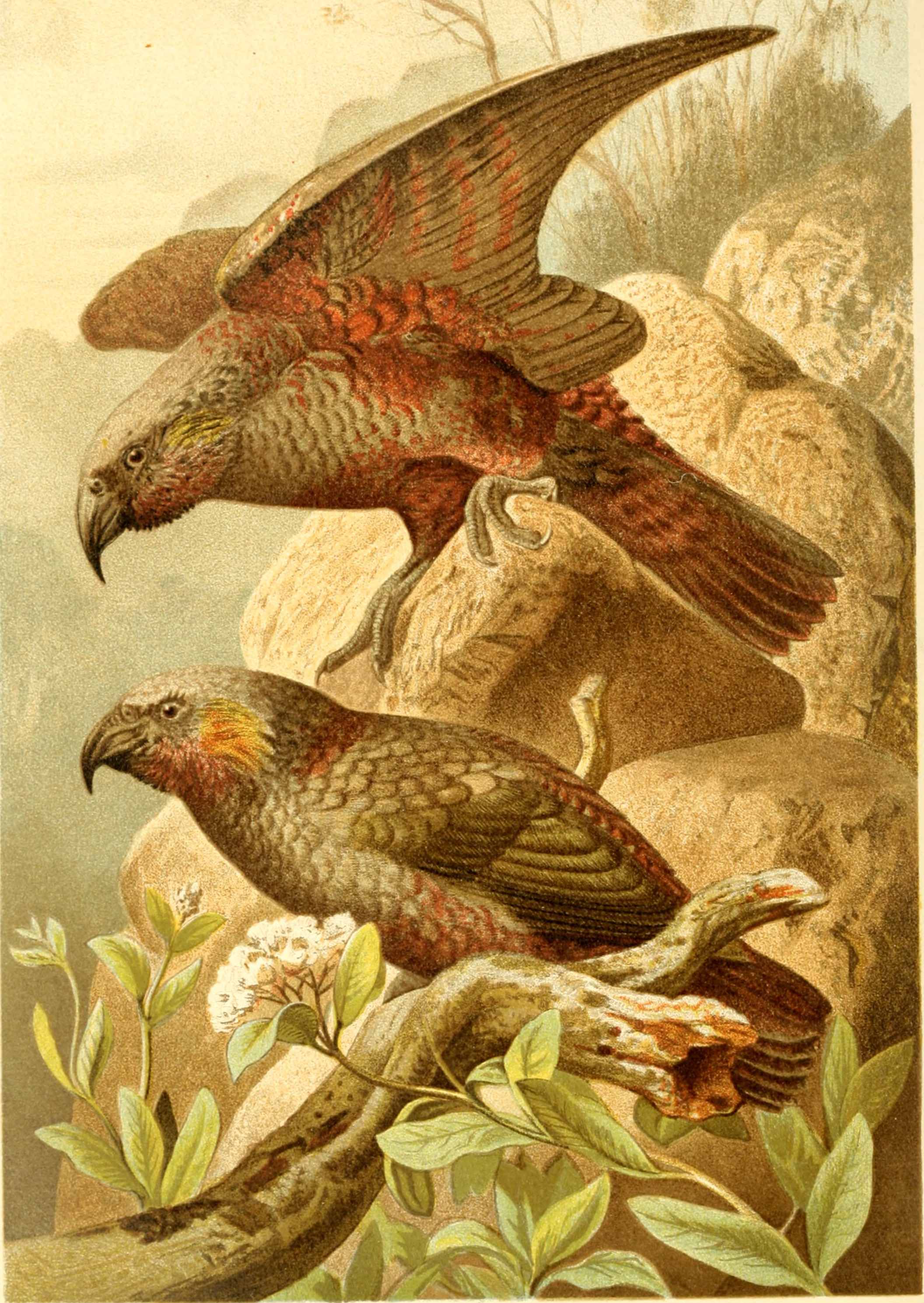
Pár kaků (Alfred Brehm, 1893)
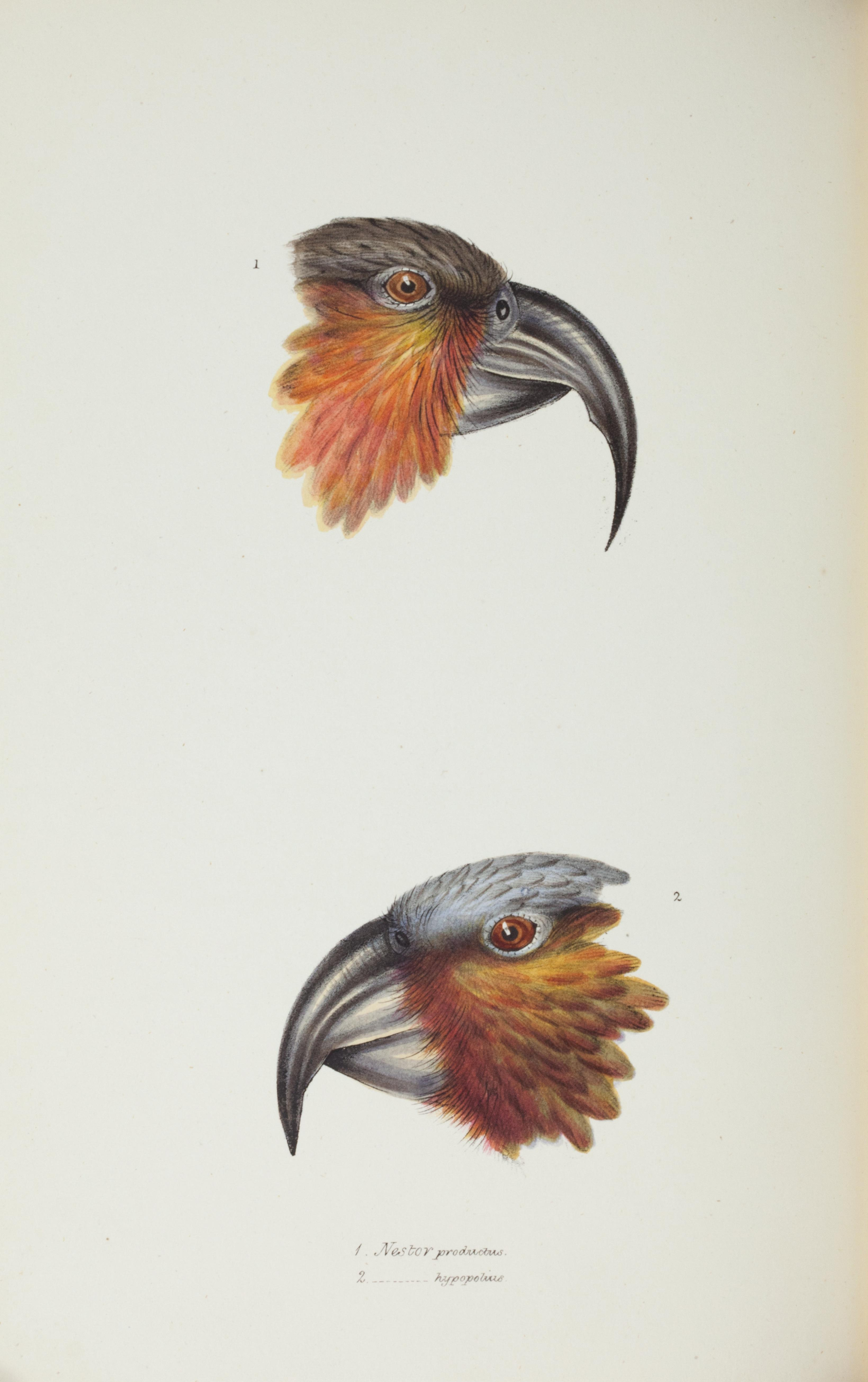
Hlava nestora úzkozobého (nahoře) a kaky (Elizabeth Gould, 1837/1838)

## Popis

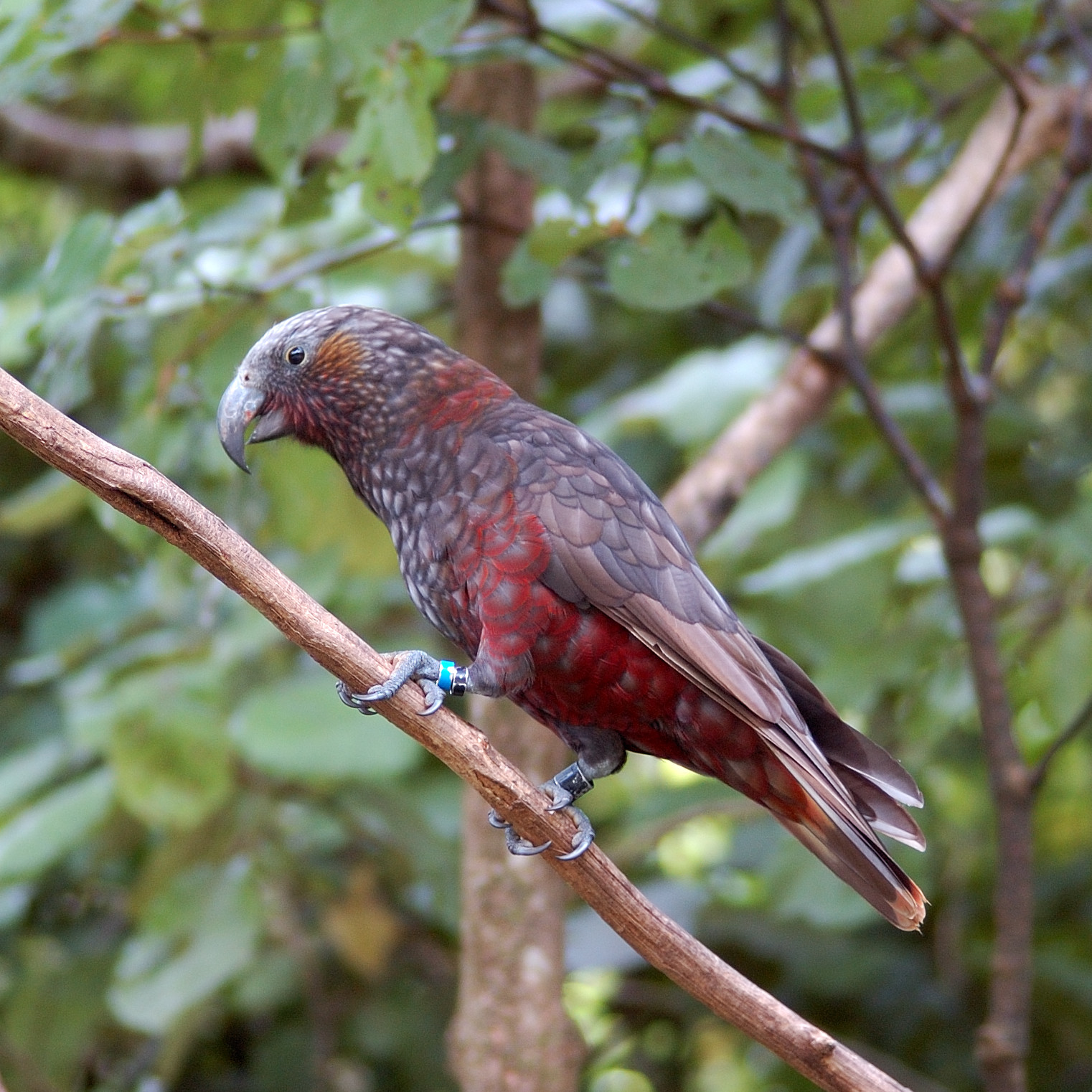
Nestor kaka na bidlu

Jedná se o zavalitého velkého papouška s délkou těla 38–44 cm. Křídla jsou široká, jejich rozpětí se pohybuje mezi 72–86 cm. Samci váží kolem 475 g, samice kolem 425 g (Severní ostrov), resp. 575 g a 500 g (Jižní ostrov). Duhovky jsou tmavě hnědé, oční kroužek tmavě šedý. Nohy jsou šedé nebo modrošedé. Jazyk kaků je modrošedý, tvrdý a hladký, tužkovitého tvaru s drážkou uprostřed a se zaříznutou špičkou, na které se nachází štěticovité útvary, které slouží k sání nektaru.
Hlava a krk jsou zbarveny šedohnědě s výrazným světle šedým pruhem začínajícím na čele a pokračujícím nad očima přes hlavu dozadu k horní části šíje. Tváře jsou do červena, ušní pírka žlutooranžová. Spodní část šíje tvoří karmínový límec. Hřbet je olivově hnědý s jemným iridiscentním zeleným odleskem. Kostřec a svrchní ocasní krovky jsou karmínové, což je výrazné hlavně za letu. Krátký ocas je svrchu šedohnědý, křídla jsou svrchu olivově hnědá, přičemž krovky jsou o něco tmavší než letky, které jsou olivově hnědé a u kořene namíchané šedou. Krk a hruď jsou šedohnědé s občasnými tmavými místy. Jedinci z Jižního ostrova někdy mají na hrudi žlutooranžové nebo karmínové fleky. Zbytek spodní strany těla je karmínový s občasnými tmavými místy. Spodní krovky ocasní jsou olivově hnědé s jemným přerušovaným růžovým proužkováním. Křídla jsou zespodu různě barevná; letky jsou většinou karmínové a při okrajích tmavé, zatímco krovky jsou tmavě šedé s přerušovaným růžovým příčným pruhováním u jejich kořene. Zobák je tmavě šedý, ozobí šedé.
Vedle výše popsané typické varianty opeření se velmi vzácně objevují ještě bílé, žluté a červené morfy nestorů kaků. Tyto morfy byly v době viktoriánské cílem sběratelů, takže jejich podoby jsou známy hlavně z muzejních sbírek a dochovaných ilustrací; ve volné přírodě se dnes vyskytují pouze velmi vzácně. Samec i samice si jsou velmi podobní. Samci bývají o něco těžší a jejich horní zobák je větší, což je patrné hlavně když jsou samec a samice vedle sebe. Slemeno samců je v průměru o cca 14 % delší než slemeno samic. Nedospělí jedinci jsou takřka identičtí s dospělci. Hlavními rozlišovacími prvky jsou zbarvení neopeřených částí těla: ozobí, oční kroužky a vnitřní strana zobáku jsou bledě žluté od narození do věku kolem 4 měsíců, načež se začnou postupně zbarvovat jako u dospělců. Oční kroužky zůstávají bledě žluté až do 1 roku a teprve v průběhu druhého roku nabývají podoby jako u dospělců.
Ve volné přírodě může k záměně kaky za jiného ptáka dojít jen těžko. Podobným druhem je jen nestor kea, který je však větší, do zelena a jeho horní čelist není tak výrazná. Nestor kea se navíc vyskytuje pouze na Jižním ostrově.

## Rozšíření a populace
Nestor kaka je endemickým druhem Nového Zélandu, kde se vyskytuje na Severním i Jižním ostrově. Na Severním ostrově je druh rozšířen hlavně v oblastech souvislého pralesa od poloostrova Coromandel po pohoří Aorangi (jižní Wairarapa), a dále ve střední části ostrova. Nejhojnější výskyt kaků je na přilehlých malých ostrovech Aotea a Te Hauturu-o-Toi (Velký a Malý bariérový ostrov), Hen a Chicken, Tūhua a Kapiti. Populace z těchto ostrovů běžně přelétává mezi ostrovy a novozélandskou pevninou. Na Jižním ostrově je areál výskytu nestorů kaků geograficky velký, avšak kakové tam nejsou zdaleka tak hojní. Jádro jejich výskytu leží na jihozápadě ostrova v oblasti Fiordlandu a jihozápadu Západního pobřeží, dále hlavně na západ od Jižních Alp po celé délce ostrova. Do východních částí Jižního ostrova (Canterbury, Otago) zalétnou pouze zřídka. Vyskytují se i na třetím největším novozélandském ostrově, kterým je Stewartův ostrov, a menších ostrůvcích jako jsou ostrovy Chetwode, Whenua Hou nebo Taukihepa. Kakové jsou hojní pouze na zmíněných malých ostrovech, kde se nevyskytují žádní predátoři, a v místních oblastech intenzivní kontroly predátorů. Všude jinde je jejich výskyt neobvyklý až vzácný. Následkem reintrodukčních programů byly populace kaků založeny v rezervaci Zealandia ve Wellingtonu nebo v Národním centru divoké přírody Mt Bruce.
Celkovou populaci je složité určit, odhady se pohybují v tisících, avšak méně než 10 tisíc ptáků.

## Biologie

### Stanoviště
Typický biotop druhu tvoří původní pralesy, konkrétně nízké i vysoké podokarpové (nohoplodové) a pabukové lesy. K typickým dřevinám nízkých podokarpových lesů patří Beilschmiedia tawa, Elaeocarpus dentatus, Dysoxylum spectabile, železnec ztepilý nebo Weinmannia racemosa. Ve vysokých podokarpových lesích dominují nohoplod totara, Dacrydium cupressinum, druhy rodu železnec, Prumnopitys ferruginea či Prumnopitys taxifolia. Nejnižší patra takových lesů se vyznačují vysokou diverzitou rostlin jako jsou kapradiny a různé druhy epifytů. Kaka jen vzácně obývá sekundární lesy a vyhýbá se rovněž částečně vytěženým pralesům. Spíše zřídka se vydává i do krajiny modifikované člověkem jako jsou zemědělská pole, sady, parky a zahrady, nicméně v některých oblastech jako je Wellington nebo Stewartův ostrov se místní populace adaptovaly na městské prostředí dobře a běžně se vyskytují i v urbánním prostředí zelených zalesněných ploch typu zahrad a parků. I když obecně preferuje nížinatá stanoviště, místy může vystupovat až do 1200 m n. m.

### Chování
Jedná se především o denního ptáka, nicméně alespoň částečně je aktivní i v noci, kdy se ozývá hlasitým křikem. Hejno kaků bývá značně nápadné a snadno zaznamenatelné, stejně jako samostatně letící hlasitý kaka, avšak osamocení jedinci při krmení se chovají nenápadně a jejich přítomnost prozradí až občasné zvolání nebo padání odkousané vegetace ze stromoví, které kakové odhazují na zem při hledání potravy. Kakové jsou v letu i na nohách velice pružní a svůj silný, velký zobák využívají při šplhání jako jakousi pátou končetinu. V některých oblastech jako je ostrov Kapiti jsou kakové velmi krotcí a řada jedinců sezobne jídlo přímo z ruky člověka.

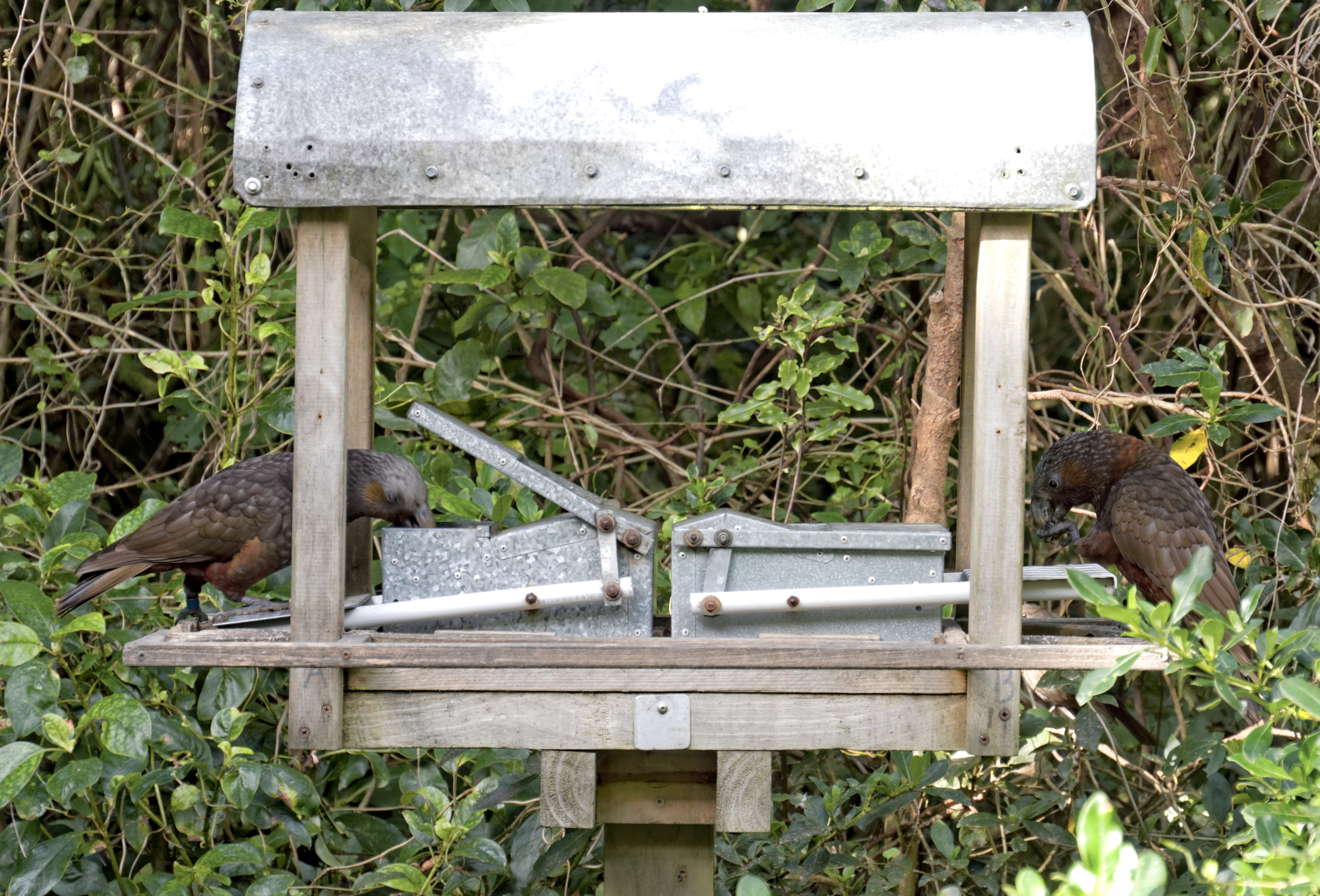
Krmítko pákovitého typu použité v jednom z experimentů; pod rameno, které po dosednutí kaky způsobí otevření poklopu nad jídlem, byl vsunut předmět, který kakové museli vytáhnout, aby se dostali k jídlu

Kakové jsou inteligentní a sociální ptáci, nicméně jejich kognitivní schopnosti nebyly zkoumány tak dalece jako u příbuzného nestora kea a omezují se na několik studií. V jedné z těchto studií bylo zkoumáno inovační chování kaků. Kakům byly předloženy 3 úkoly, jejichž rozluštění vedlo k pamlsku v podobě kešu ořechů. Těmito úkoly bylo odejmutí předmětu, který zabraňoval nadzvednutí pákovitého poklopu nad pamlskem, dále modifikace způsobu nadzvednutí poklopu nad jídlem a vytáhnutí provázku, na jehož konci byl kešu ořech. Z experimentu vyplynulo, že juvenilní kakové byli v řešení problémů mnohem efektivnější, inovativnější a vytrvalejší. Dospělí kakové byli úspěšní pouze v úkolu, který nezahrnoval změnu či inovaci naučeného chování, ale zaměřoval se na zcela nově naučenou schopnost (tahání provázku s ořechem na konci). Mladí kakové se tak vyznačují vysokou flexibilitou a inovací chování, které jsou důležité v osvojení efektivního sběru potravy, který je uplatněn v době dospělosti, kdy schopnost inovace rapidně klesá.
Další studie se zabývala sociální hrou kaků, která se odehrává hlavně večer kolem západu slunce, částečně i ráno. Ke hrám dochází jen u nedospělých jedinců a pouze ve dvojicích, tzn. ne ve skupinách jako u některých jiných ptáků. K typům sociálních her patří např. pokus o bezbolestné štípnutí zobáky, hbité házení hlavami, šťouchání nohama, mávání křídly, visení na větvi s hlavou dolů nebo visení za zobáky, hopsání po větvi, výskoky a chození po břichu partnera, přeskoky přes partnery, mečování zobáky nebo pomalé převrácení na záda s nohama nahoru. K takovým hravým interakcím dochází typicky v návalu energie trvajícím 20–30 vteřin. Mladý kaka si nejdříve vyhlédne potenciálního partnera, kterého vybídne ke společné hře, a to nejčastěji házení hlavou nebo obrácením sebe sama na záda. Na rozdíl od nestorů kea nepoužívají kakové během sociální hry objekty (kameny, větvičky apod.) a jejich sociální hry jsou méně strukturované.

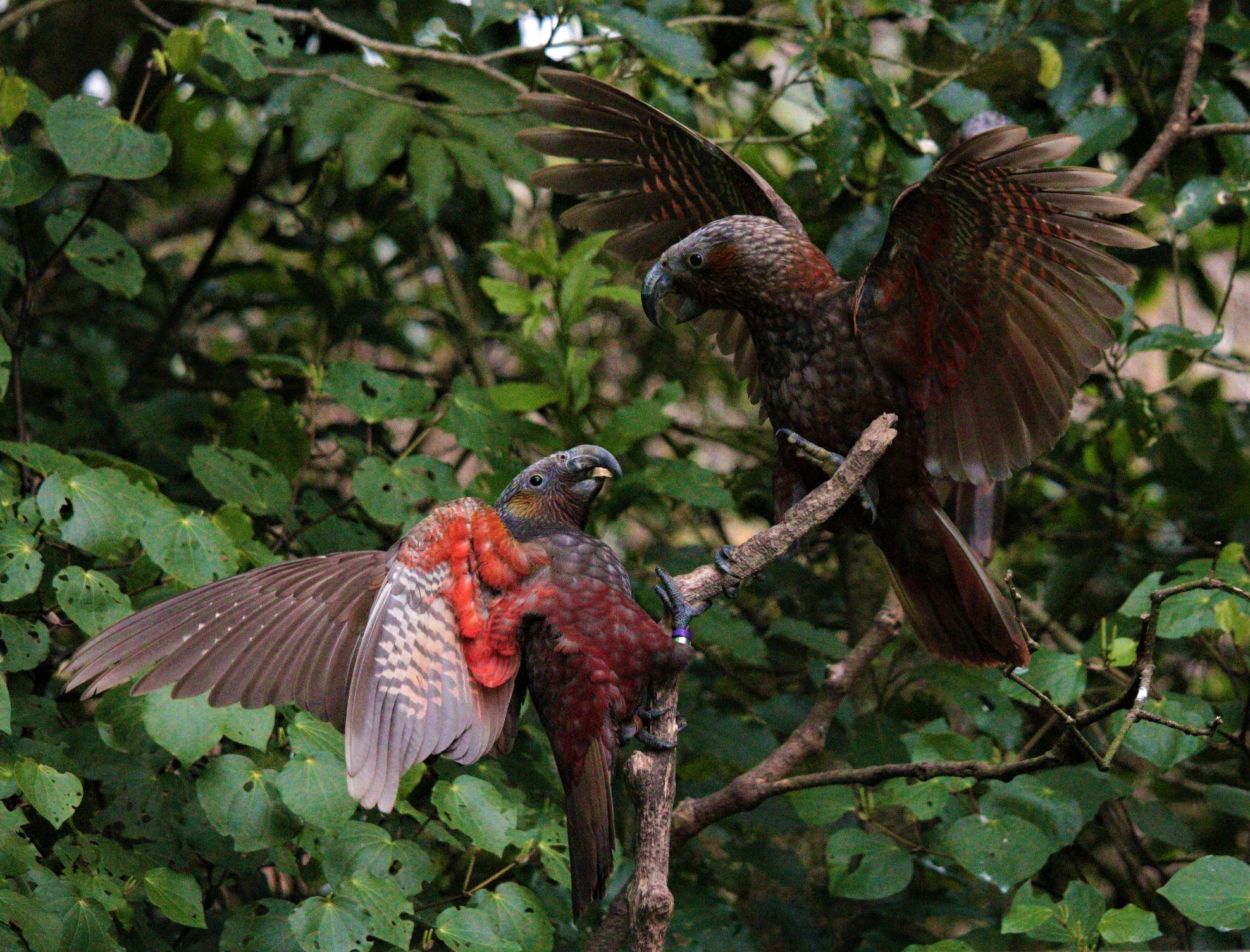
Kakové při rozepři

V zimním období a počátkem jara se kakové zdržují typicky v několikakilometrovém okruhu kolem svých teritorií, nicméně může docházet i k poměrně velkým záletům do míst vzdálených 100 a více kilometrů. Problém jim nedělá ani překonávání velkých vodních ploch (byly zaznamenány pravidelné přelety přes moře o 25 km). Po okolí se mohou pohybovat v hejnech, která často krouží nad vrcholky stromů za neustávajícího křiku. Hejna se rozpadají a zase tvoří, dokud se postupně nerozpadnou. Během shánění potravy a hnízdění dovedou být kakové na příslušníky téhož druhu značně agresivní a nedospělí jedinci někdy utrpí od dospělců těžká zranění, která mohou skončit až smrtí. V případě agrese kakové mohou roztahovat křídla a ukazovat tak svá karmínově zbarvená pera. Pokud dojde k bojům, kakové za hlasitého pokřiku využívají své zobáky k chňapnutí noh svých soků. Porážku dávají najevo fyzickým ústupem. V případě vyrušení (např. ptačím predátorem typu ostříže novozélandského) se kaka vznese nad koruny stromů a za krouživých pohybů vydává varovné hlasité skřekavé zvuky, které upozorní ostatní kaky na hrozící nebezpečí. Pří pohybu na zemi kakové často spíše hopsají než chodí.

### Vokalizace
Kaka má poměrně barvitý hlasový projev. Při přeletech nad stromy vydává hlasité, opakované drsné ka-á, a v případě vyrušení skřekavé krák. Vedle toho vydává celou plejádu různých pískavých zvuků, které se místně liší. V době námluv a před kopulací vydávají samci jemné tsí-tsí-tsí. Samice a juvenilní jedinci při žebrání o jídlo vydávají hrdelní, často opakované á-á.

### Rozmnožování
Doba rozmnožování je značně prodloužená, trvá od října až do července. Jedná se o monogamní ptáky, kteří spolu zůstávají po jedno a více hnízdních obdobích. Součástí námluv je krmení samice samcem pomocí regurgitace potravy, které může začít týdny i měsíce před kladením vajec.
Jak stavbu hnízda, tak inkubaci a krmení mláďat obstarává pouze samice a samec do hnízda vůbec nevstupuje. Hnízdo bývá umístěno v dutinách vzrostlých statných stromů vysoko nad zemí (v průměru kolem 8–13 m). Preferuje živé stromy, avšak může zahnízdit i v uschlých stromech. Hloubka dutiny bývá proměnlivá od dna ve výšce otvoru do hloubky několika metrů. Stejně tak otvor do dutiny může být velmi úzký, že jím kaka sotva proleze, nebo naopak velmi široký. Hnízdo bývá využito většinou jen jednou, avšak část samic může zahnízdit v téže dutině i následují rok. Před nakladením vajec si samice hnízdo upraví tak, že začne do dna dutiny dloubat zobákem. Po odstranění kolem 5–10 cm ztrouchnivělého dřeva ze dna smíchá tento materiál s čerstvě nakousaným suchým nebo živým dřevem odkousnutým ze stěn dutiny. Tento materiál pak tvoří základ hnízda miskovitého tvaru o průměru kolem 30 cm a hloubce kolem 2 cm.

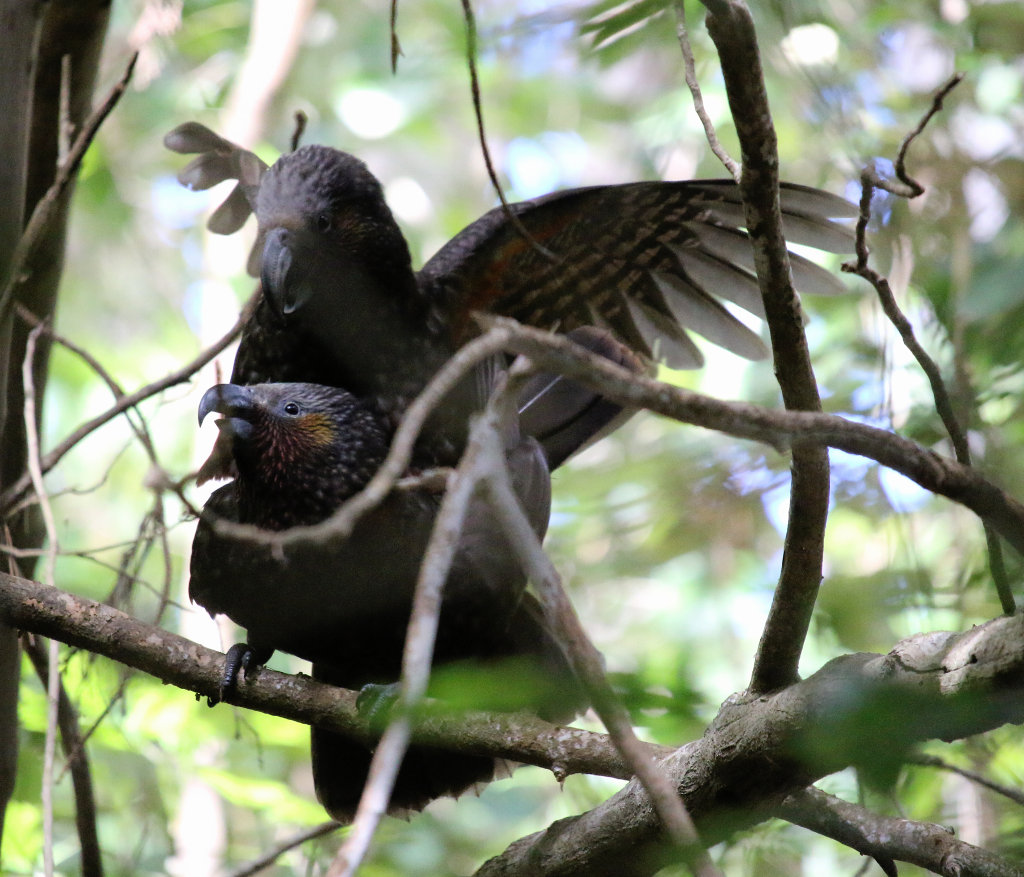
Pár při kopulaci

Kopulace probíhá na stromě na silné větvi do cca 100 m od hnízda. Samec nejdříve pomalu nakráčí na záda samice, která dá najevo souhlas s pářením natažením zad do vodorovné pozice, pokrčením hlavy a jemným napnutím křídel. Samec zezadu nejdříve hladí samici zobákem a za pomoci roztažených křídel udržuje balanc, načež dojde ke spojení. Během kopulace samice někdy vydává vysoce položené jemné zapísknutí. Samice se občas otočí na bok a samec se dotkne svým zobákem samičina zobáku. Po kopulaci, která trvá kolem 15 minut, se samec vyčerpaně sesune na větev vedle samice a po chvíli odlétá pryč. Samice klade 3–5 vajec (výjimečně 1 nebo až 8). Interval mezi kladením vajec je 3–4 dny. Vejce jsou bílá a lehce oválná o rozměrech 42×31 mm. Inkubuje pouze samice, která většinu inkubace prospí. Její krmení zajišťuje samec, který pravidelně přilétává k hnízdu a hlasem vyláká samici, kterou nakrmí regurgitací potravy. Doba inkubace trvá 23–25 dní. Mláďata se rodí postupně během několika dní, takže hlavně čerstvě po vyklubání se jejich velikost výrazně liší.

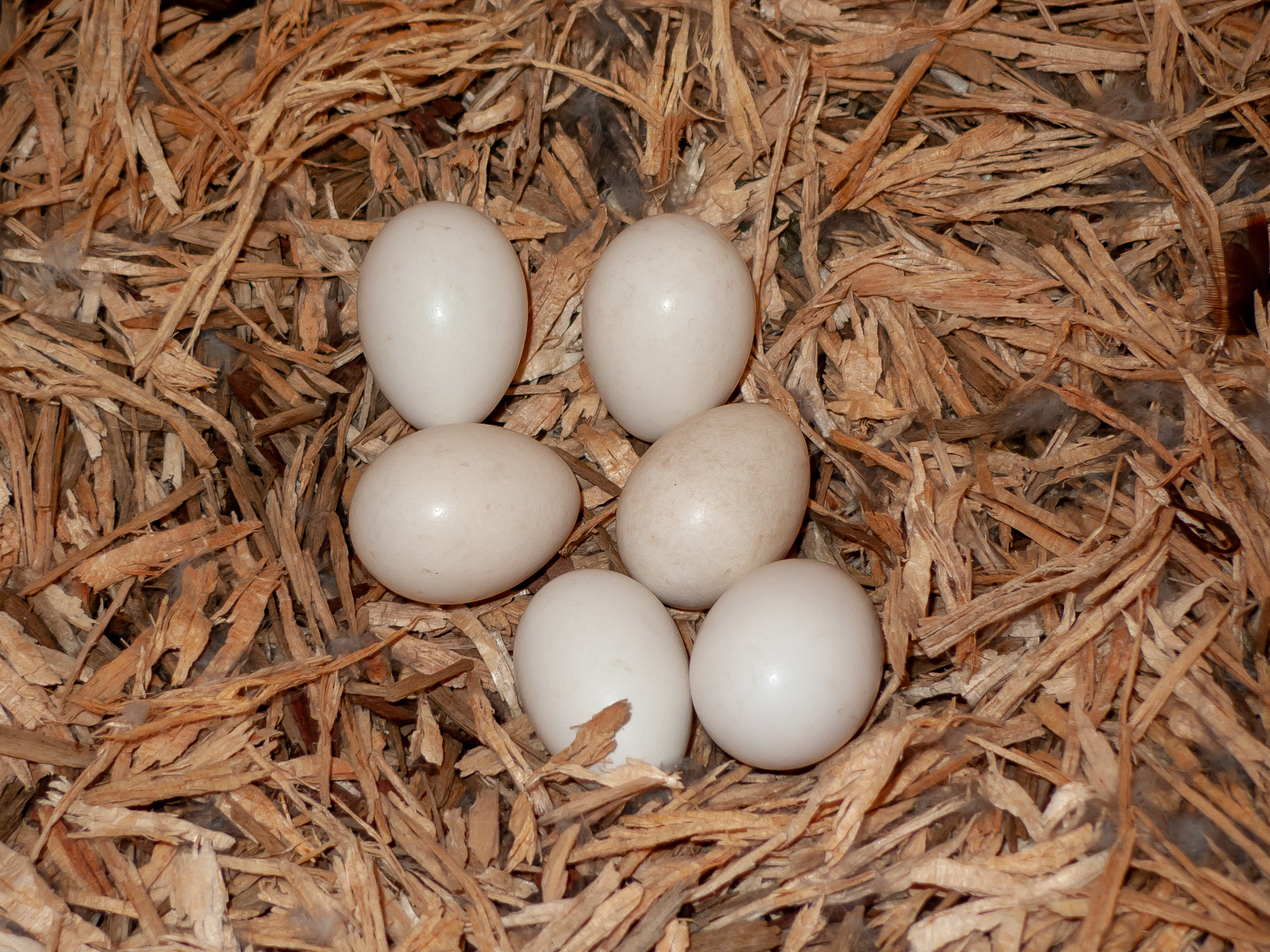
Snůška

Mláďata se rodí obalena bílým prachovým peřím a se zavřenýma očima. V době nepřítomnosti samice jsou těsně vedle sebe. Samice je stále většinu času přítomna na hnízdě. Mezi 11.–20. dnem se mláďata opeří do šedého šatu, jejich oči se napůl otevřou a dokáží se i posadit a nemotorně pohybovat po hnízdě. Následující týdny se mláďata začínají pomalu opeřovat a samice začne trávit čím dál tím méně času na hnízdě, do kterého se vrací hlavně za účelem nakrmení ptáčat. Mezi cca 60.–70. dnem mláďata opouštějí hnízdo. Řada ptáčat přitom po opuštění hnízda skončí nejdříve na zemi, kde zůstávají i několik dní, než posbírají dostatek sil k prvnímu letu nebo vydrápání se zpět do stromoví.
Dalších několik měsíců jsou juvenilní jedinci stále potravně závislí na rodičích a k plnému osamostatnění dochází ve věku 5–6 měsíců. Samice mohou poprvé zahnízdit již ve 12 měsících, většinou však samci i samice pohlavně dozrávají kolem věku 4 let.

### Hnízdní úspěšnost, dožití

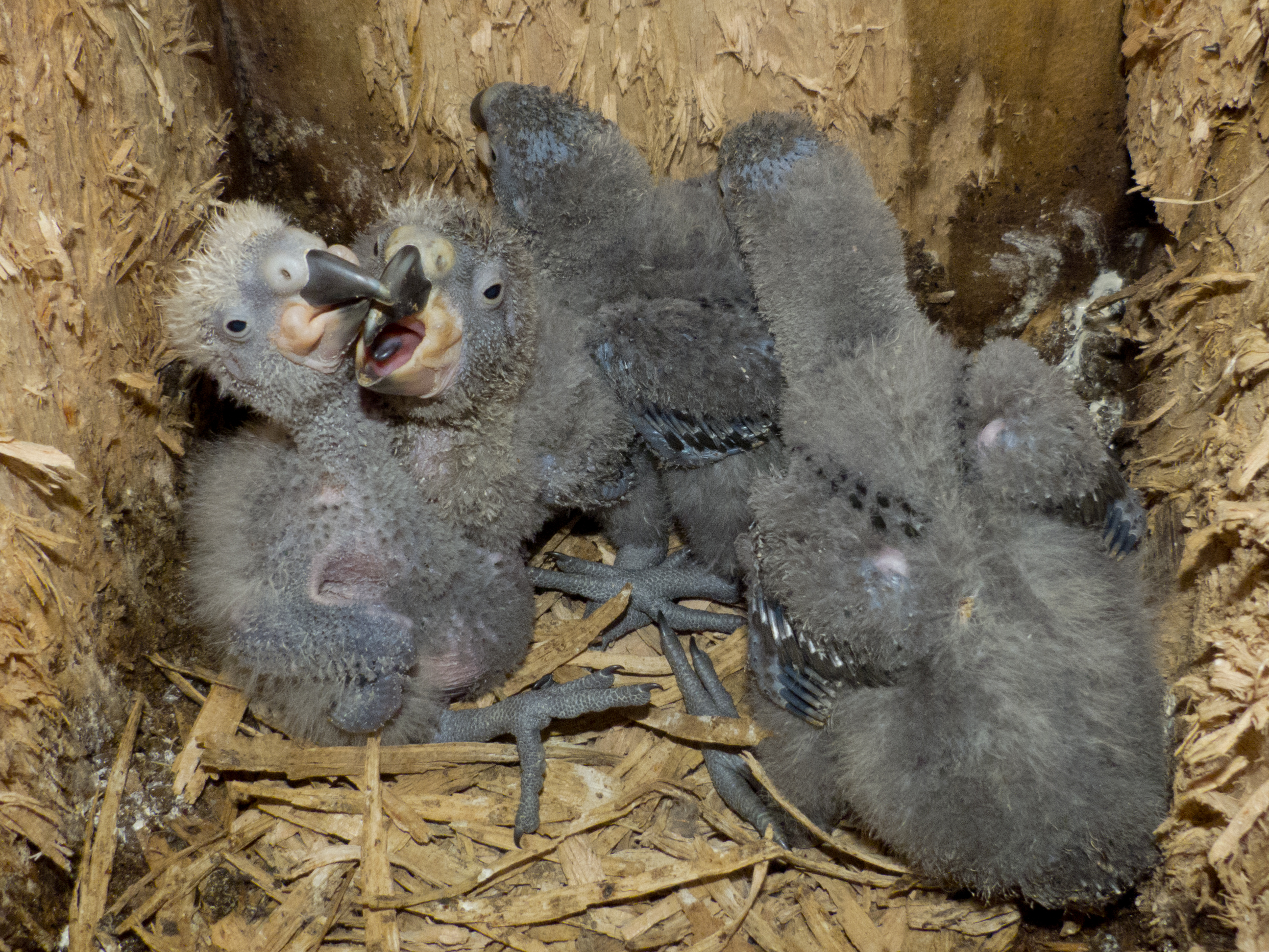
Mláďata kolem věku tří týdnů

Míra zahnízdění je silně závislá na dostupnosti potravy. Během semenných let, kdy se na stromech urodí násobně více plodů než v běžných letech, bylo pozorováno zahnízdění u 69–94 % samic, zatímco v běžných letech dochází k násobně menšímu procentu zahnízdění (pouze kolem 5–29 %). Na severu Jižního ostrova byla průměrná doba zahnízdění každé 2,3 roky, a byla silně závislá na množství úrody místních pabuků Fuscospora fusca. Na druhou stranu při dostatku potravy může pár kaků zahnízdit i dvakrát do roka.
Hnízdní úspěšnost se zcela zásadně liší podle toho, zda v oblasti jsou přítomni savčí predátoři nebo ne. Např. u jezera Rotoiti v národním parku Nelson Lakes při pravidelném odchytu lasicovitých šelem došlo na 57 % hnízd kaků k vyvedení mláďat. Bez kontroly těchto šelem byla šance na vyvedení mláďat v podstatě nulová. Podobně jako někteří další papoušci jsou kakové dlouho žijícím druhem. Mohou se dožít nejméně 25 let, nicméně na novozélandské pevnině plné savčích predátorů se jen málo jedinců dožije vysokého věku.

### Potrava
Živí se všežravě. Sbírá semena, ovoce, květy, listy, nektar, mízu, hmyz a larvy. Potravu vyhledává jak v korunách stromů, tak na zemi. Při sbírání potravy si všemožně pomáhá nohama a zobákem. Např. bezobratlé živočichy hledá mj. systematickým odstraňováním kůry nebo mechu z kmenů stromů nebo štěpením větviček. Mízu získává odlupováním kůry stromů, aby se dostal ke kambiu, ze které slíže mízu jazykem. Svůj štětinovitě zakončený jazyk používá i k saní nektaru z květů, které si někdy přiblíží k zobáku pomocí prstů na nohách. K semenům v ovoci se dostává přidržováním plodu pařátem a postupným odlupováním plodu, až se dostane k semenům uvnitř. Nejčastěji shání potravu zrána a pak večer, občas pokračují i za tmy. Většinou se krmí samostatně, avšak v případě vydatných zdrojů potravy se může objevit v hejnech kolem 20 i více jedinců.
Konkrétní složení potravy se liší podle její dostupnosti. Na ostrově Kapiti patří k hlavním potravním složkám tamějších kaků semena mastnoplodovitého stromu Elaeocarpus dentatus a vavřínovité dřeviny Beilschmiedia tawa, spolu s nektarem aralky Pseudopanax arboreus. Výjimečně se kakové mohou krmit i na vejcích malých pěvců.

Různé způsoby konzumace potravy
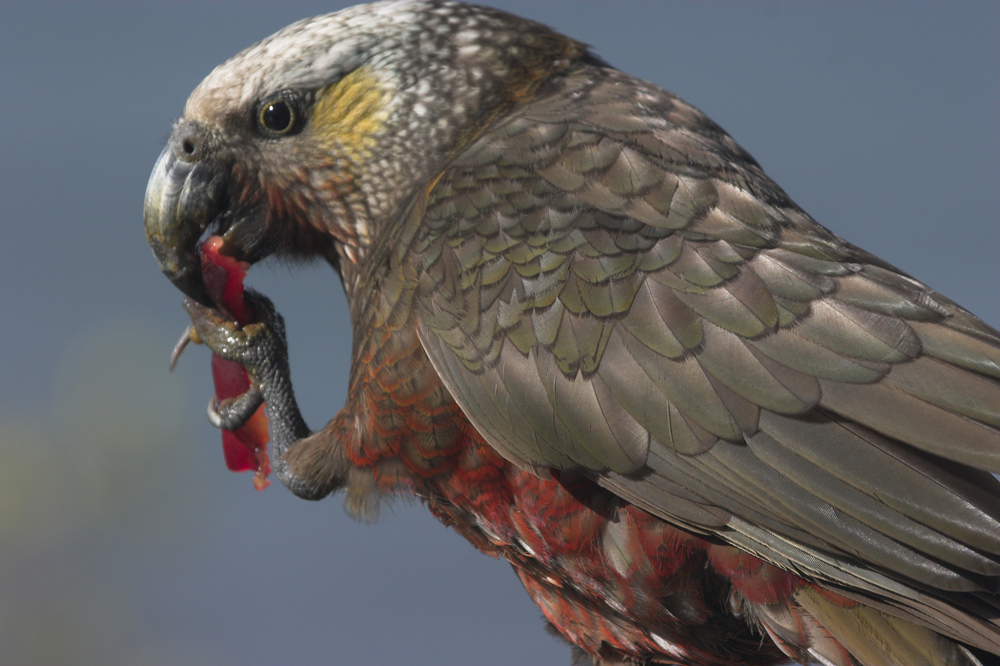
Přidržování potravy nohou
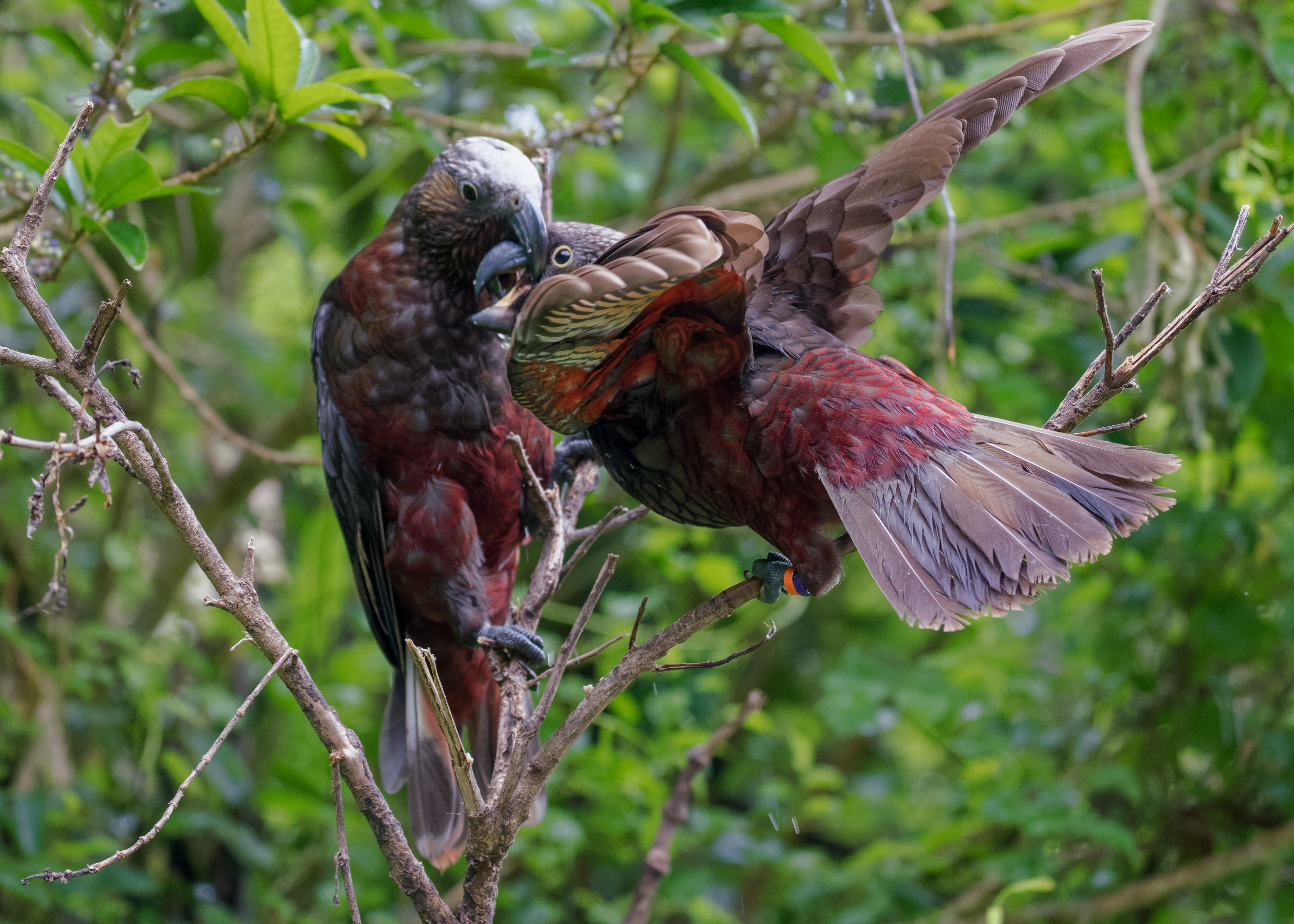
Dospělec krmí mladého jedince
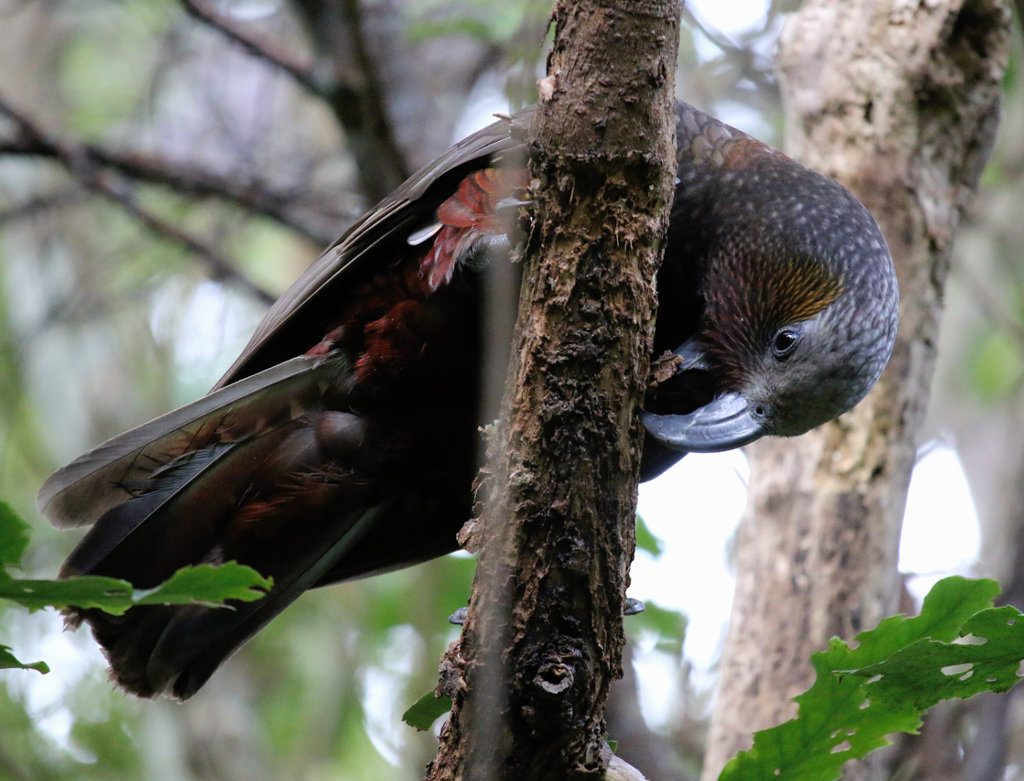
Hledání bezobratlých pod kůrou větve
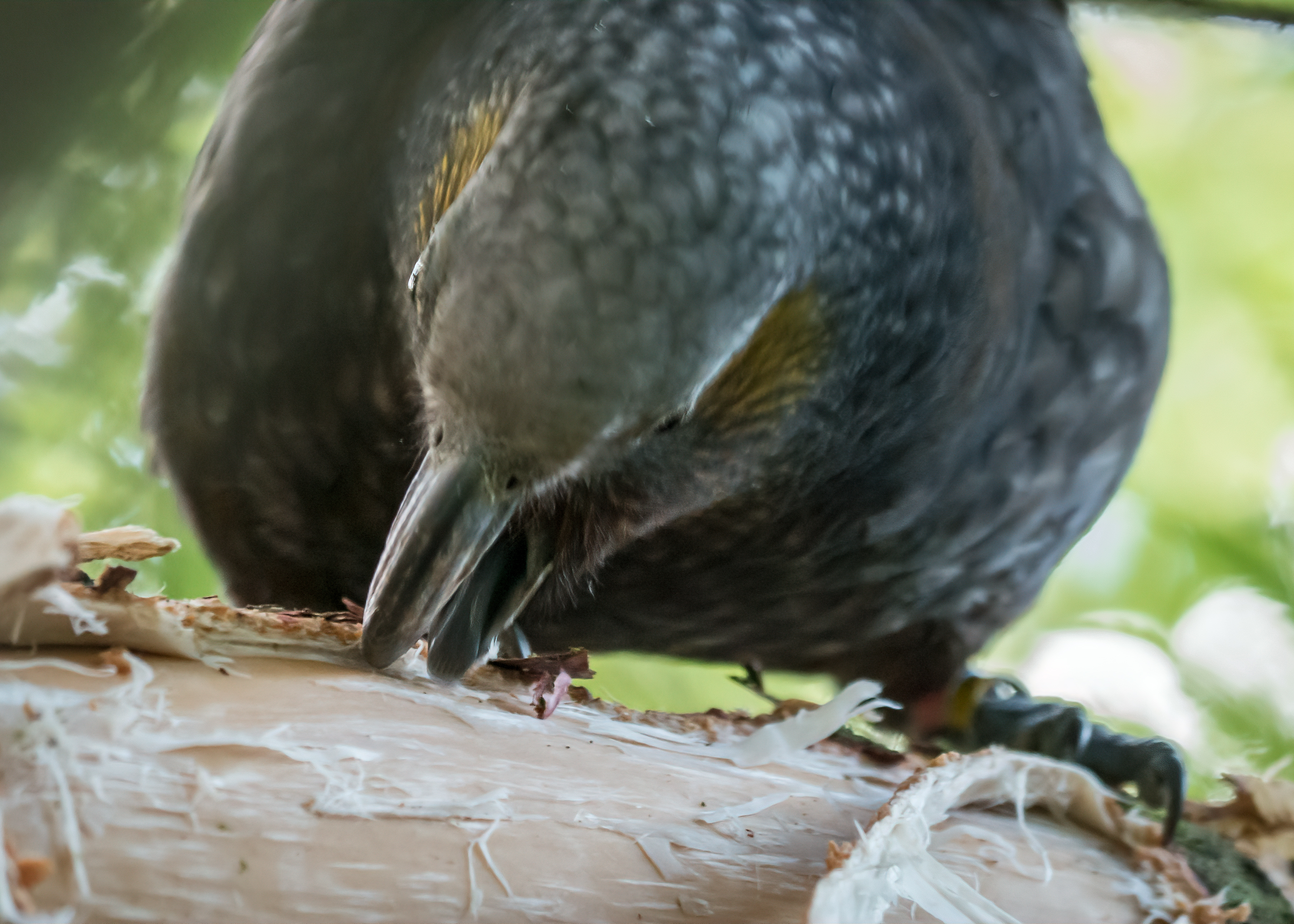
Olizování mízy
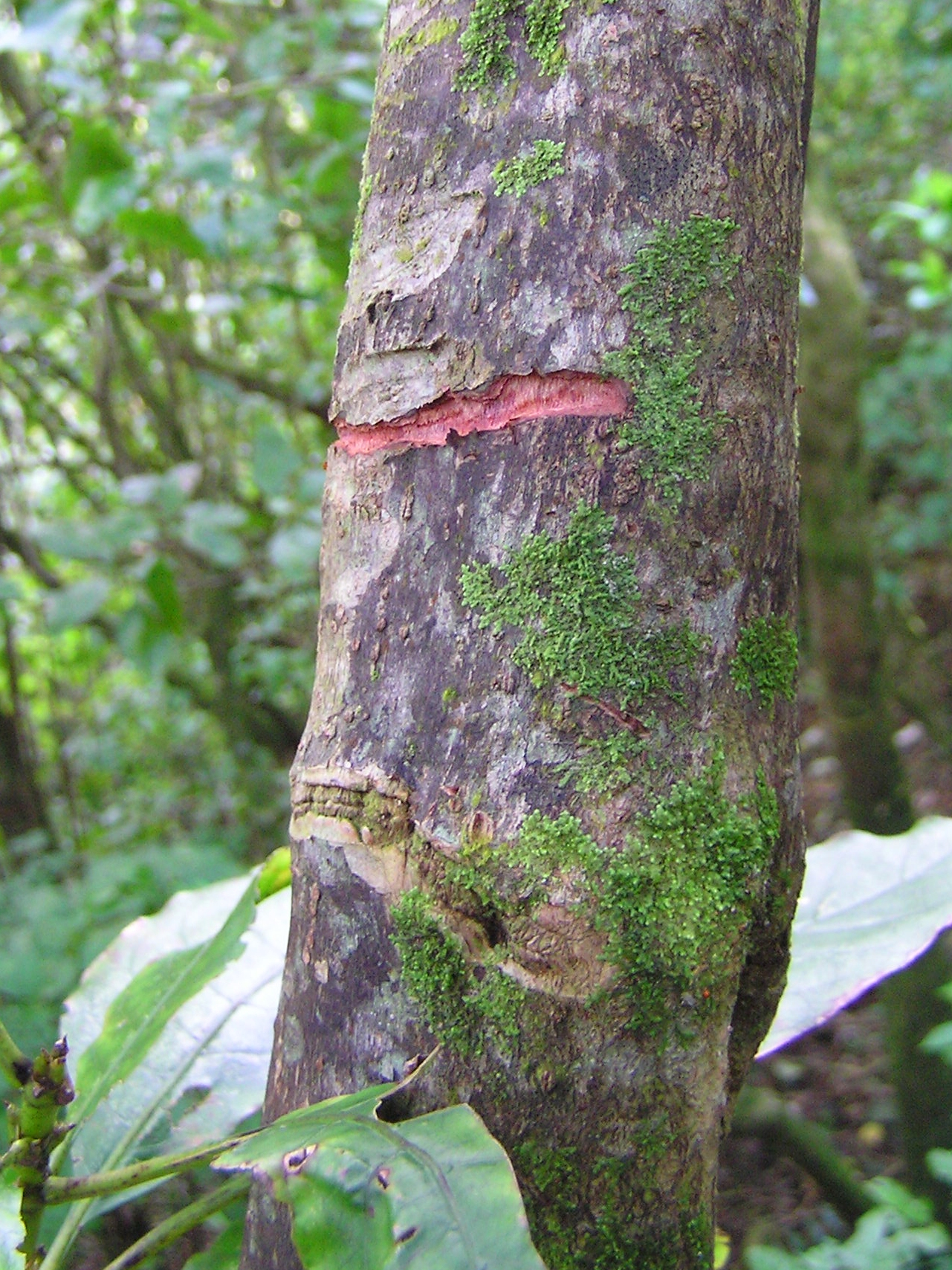
Vydlabaný žlab v kůře stromu, ze kterého kakové sají mízu

## Ohrožení
V době příchodu evropských osadníků byli kakové široce rozšířeni na všech hlavních novozélandských ostrovech. Jejich přesné počty nejsou známy, avšak existují záznamy z 2. poloviny 19. století o hejnech čítajících tisíce ptáků houfujících se kolem bohatých zdrojů potravy. V některých částech Otaga dosahovaly počty kaků takřka kalamitních rozměrů. Populace kaků se začala rapidně zmenšovat poté, co se začali v novozélandských lesích rozšiřovat introdukovaní savčí predátoři jako jsou kusu liščí a hlavně hranostaji. Počátkem 20. století byly počty kaků silně zredukovány a areál výskytu se zmenšil do místních, geograficky oddělených populací. Za hlavní příčinu úbytku kaků se vedle rozšíření introdukovaných predátorů považuje masové odlesňování. Podle subfosilních nálezů byli kakové v minulosti rozšířeni i na Chathamských ostrovech, kde došlo k jejich vyhynutí před rokem 1871.
Dodnes představují introdukovaní predátoři hlavní hrozbu kaků. Hranostajové požírají vejce, zabíjí mladé ptáky na hnízdě i inkubující samice. V některých oblastech hranostajové zabíjí až 4 z 5 inkubujících samic, což vede k nevyrovnanosti pohlaví v populaci. V některých oblastech byli pozorováni 3 samci na 1 samici, a při odchytech do nárazových sítí byl poměr dokonce 6:1. Kakové jsou náchylní na predaci ze strany šelem i proto, že jednou z jejich antipredátorských strategií je dočasné znehybnění / zamrznutí, což je sice účinné proti ptačím predátorům, avšak ne u těch savčích.
Vedle hranostajů zabíjí mláďata a samice i krysy a kusu liščí. Kusu liščí, který byl na Nový Zéland zavlečen z Austrálie, navíc konkuruje kakům i v potravě, a to hlavně v pabukových lesích, kde už tak je pro kaky poměrně málo výživné potravy. Hlavně v lesích Jižního ostrova bývá v některých oblastech problém s dovlečenými sociálními vosami rodu Vespula, jejichž počty v některých částech roku dosahují kalamitních rozměrů. Vosy v takových počtech dokáží radikálně zmenšit množství dostupné medovice produkované červci, která slouží jako důležitý zdroj energie kaků. Jak se budou následkem globálního oteplování zmenšovat alpínské a subalpínské plochy, je možné, že začne docházet ke kompetici mezi nestorem kea a nestorem kakou. Z rekonstrukcí rozšíření obou druhů z předchozích glaciálních období se však zdá, že kakové jsou na takové změny přizpůsobivější.
Do roku 2004 vedl IUCN nestora kaku jako zranitelný druh, avšak od roku 2005 jej považuje již za ohrožený taxon.

### Novodobé interakce s lidmi ve Wellingtonu

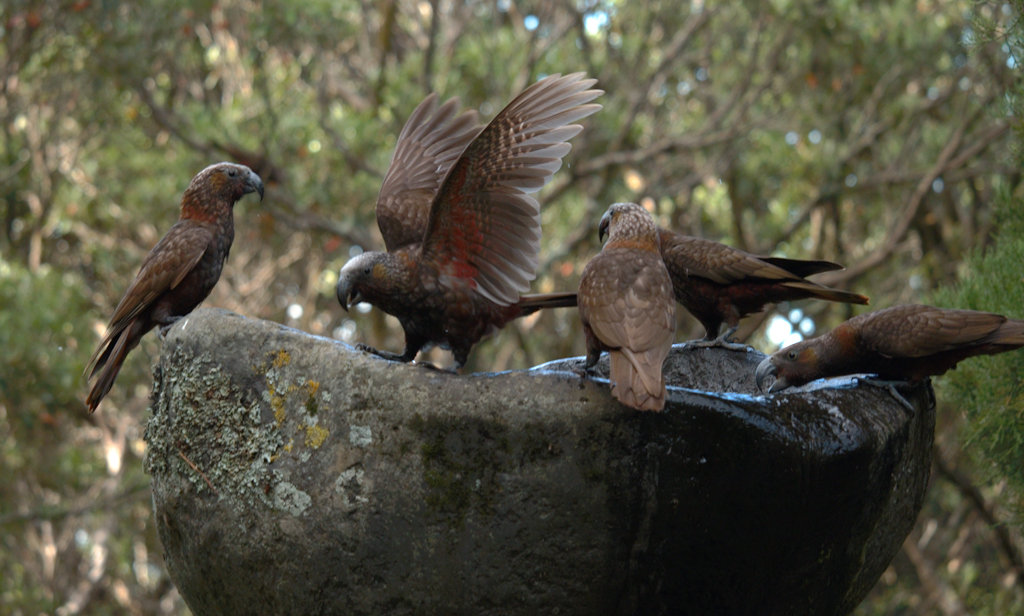
Skupina kaků u pítka v botanické zahradě ve Wellingtonu

Kakové vymizeli z Wellingtonu, hlavního města Nového Zélandu, někdy na počátku 20. století. Mezi lety 2002–2007 bylo 14 jedinců přemístěno do tamější oplocené rezervace Zealandia. Tito kakové se začali velmi rychle rozmnožovat. Všechna ptáčata ze Zealandie byla od počátku kroužkována a do let 2015/16 bylo okroužkováno 750 kaků, kteří jsou poměrně široce rozšíření po Wellingtonu a okolí. Podle odhadů z roku 2017 se ve Wellingtonu pohybuje kolem 500 ptáků. Papoušci začali hnízdit i mimo Zealandii a vstupují do časté interakce s lidmi, kteří je často krmí nevhodnou potravou včetně ořechů, sýrů nebo obilných produktů jako je chleba a kukuřice. Tyto produkty jsou pro kaky zcela nevhodné, neboť mají vysoký poměr fosforu k vápníku, což hlavně u nedospělých, rychle rostoucích mláďat způsobuje metabolickou nemoc kostí (MBD), jež se projevuje deformacemi končetin a zobáků. Častým následkem takových deformací je smrt mláďat. Obyvatelé města sice krmí hlavně dospělé jedince, jenže ti potravu poté vyvrhnou a krmí s ní mláďata na hnízdě. V roce 2016 80 % ptáčat z monitorovaných hnízd ve Wellingtonu zemřelo na následky MBD. Vedle MBD je častým případem smrti kaků ve Wellingtonu i otrava olovem. Nastalo i několik případů zahnízdění nestorů kaků přímo pod střechami obytných domů.

## Vztah s lidmi

### Maorský jídelníček

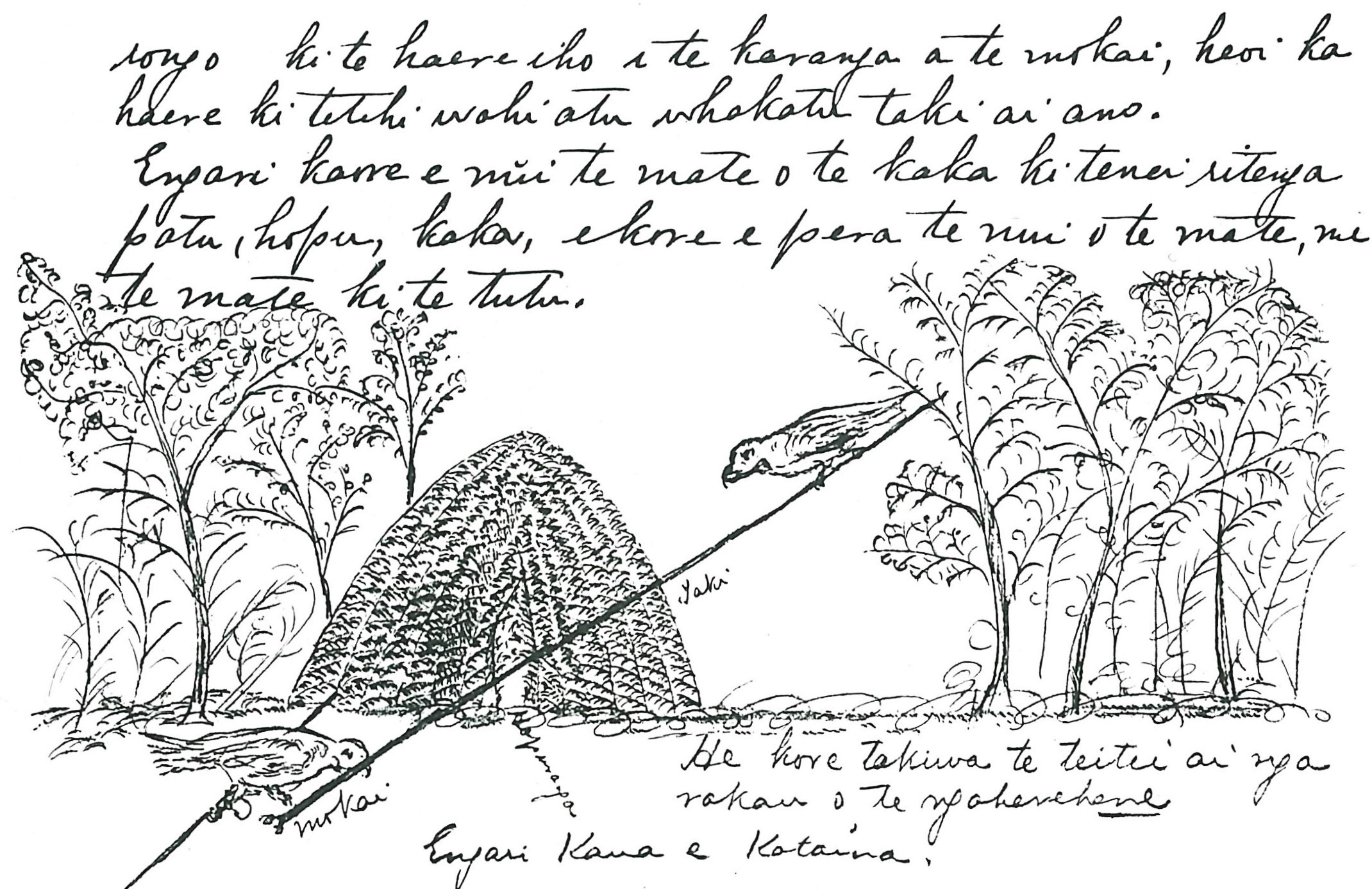
Schéma metody lovu kaků: lovec ukrytý v chýši používá návnadu v podobě odchovaného kaky (vlevo) vycvičeného k hlasitým projevům

Novozélandští ptáci odjakživa patřili k důležitým zdrojům potravy domorodých Maorů. Poté, co Maorové vyhubili velké ptáky (různé druhy hrabavých, moa a další), obrátili svou pozornost na holuby maorské a kaky, kteří byli sice mnohem menší než velké druhy hrabavých, avšak stále poskytovali více masa než např. některé druhy pěvců. Holubi maorští i jiní ptáci se lovili pomocí ok z provázků natažených ve výšce krku podél bidla / větve, na kterou ptáci často sedali. Ptáci se do ok zachytili krkem a lovci, kteří kontrolovali pasti i několikrát denně, pak ptáky přišli posbírat. Na kaky tato technika však nebyla účinná, jelikož kakové v případě zachycení do ok smyčku rychle přecvakli svými ostrými zobáky a uletěli. Maorové proto kaky lovili pomocí jiných metod. K té nejčastější patřilo nalákání kaků na nastražené bidlo poblíž nahrubo sestavené chýše, ve které se ukryl sedící lovec. Volně žijící papoušci byli lákáni pomocí nastraženého nestora kaky vychovaného v zajetí, který byl poblíž bidla vypuštěn s nohou přichycenou na provázku. Tento pták byl zvláště vycvičen k hlasitému projevu při rozhození semen kolem. Řev nastraženého kaky nalákal okolní volně žijící kaky na bidlo a skrytý lovec poté přilétnuvší kaky chytal pomocí smyčky kolem nohy.
Někdy mohl lovec volně žijící kaky lákat sám pomocí imitace jejich hlasu. Vedle smyčky kolem nohy ještě mohl lovec kaky lovit rychlým vtáhnutím ptáků do chýše, kde je rychle usmrtil mj. vlastními zuby. Papoušky bylo potřeba zabít co nejrychleji, aby nezačali vydávat varovná volání a nevyplašili zbytek hejna. Zkušený lovec se zaměřoval na vůdce hejna (v maorštině zvaného manu-whakataka-pokai). Když byl vůdce hejna polapen, nemohl vydat varovný povel k opuštění lokace a lovci se mohlo podařit takto polapit celé hejno kaků. Lokace k lovení nestorů kaků patřila místní maorské rodině a nikdo jiný bez jejich svolení nemohl na daném místě kaky lovit. Kakové byli loveni i pomocí dlouhých dřevěných kopí s bodcem na konci z ostré kosti nebo kamene.
Nastražení kakové, kteří sloužili jako návnady, se v maorštině označují jako mōkai kākā (mōkai = zotročit). Jejich noha nebyla přivázána přímo k provázku, ale byla nejdříve prostrčena kulatým plochým očkem z tvrdého materiálu (pounamu či kosti). Tento předmět ve tvaru číslice 8 měl ještě jedno menší očko, kterým se prostrčil provázek, který pak sloužil jako jakési vodítko, aby pták neuletěl. Zmíněné předměty na držení kaků jsou v maorštině známy jako kākā pōria (pōria může znamenat sloveso „zatížit“ nebo může označovat přímo popsaný předmět k držení ptáků v zajetí). Kākā pōria bylo těžké vyrobit a tyto předměty proto byly vysoce ceněny a děděny z generace na generaci. V případě, že předmět nebyl použit pro držení ptáků, byl nošen jako ozdoba na krku nebo na uších.

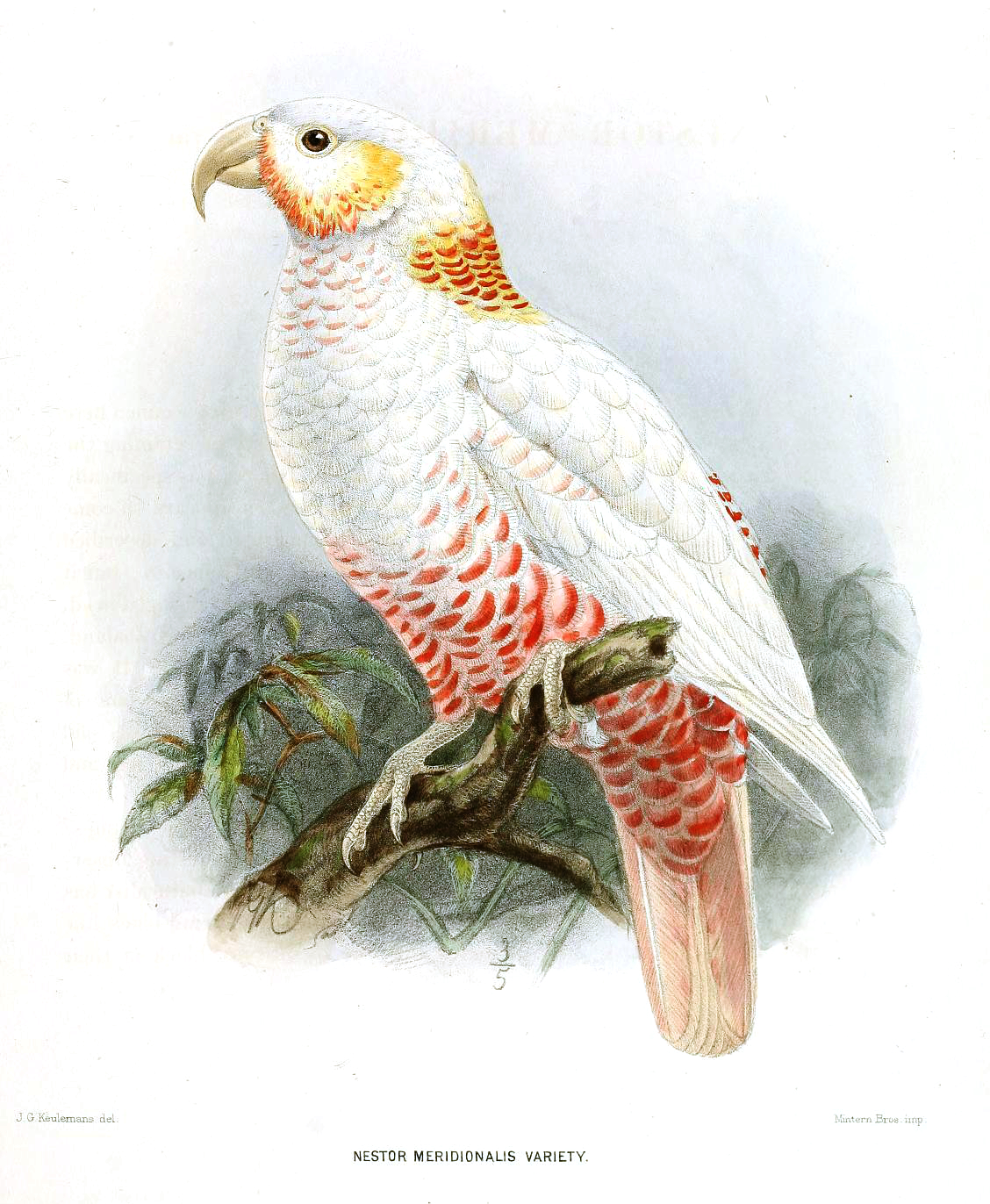
Albínský kaka byl Maory zvláště ceněn (J. G. Keulemans, 1875/1876)

Kakové byli nejčastěji loveni v létě. Jejich maso, podobně jako maso jiných ptáků, bylo buďto snědeno hned nebo uchováváno pro pozdější použití ve vlastním tuku. Tento způsob úpravy probíhal tak, že pták se nejdříve oškubal, vykuchal a poté napíchl na klacek a za pomalého rožnění nad ohněm se do nádoby sbíral tuk odkapávajíc z jeho těla. Hotové, upečené maso se dalo do nádoby (např. z mořských řas nebo z kůry stromů), která se pak zalila sesbíraným tukem, který po zchladnutí ztuhl. Ke kuchání ptáků sloužil ostrý předmět jako je mušle, někdy i zobák kaky.

### Význam v maorské kultuře
Karmínové peří nestorů kaků bylo Maory velmi ceněno. Bylo vetkáváno do ceremoniálních plášťů a byly jím zdobeny zbraně. Existují dokonce doklady o cele karmínových pláštích utkaných čistě z červených peří kaků, které byly v rámci kmene vysoce ceněny a kvůli jejich vzácnosti je nosili jen ti nejvýše postavení členové kmene. Peřím kaků se patrně zdobily i sukně maorských žen. Během svátků a oslav Maorové pouštěli draky vyrobené z lehkých dřívek manuk a stvolů lipnicovitých rostlin rodu Austroderia. Draci byli zdobeni peřím kaků. Jak drak stoupal k obloze, členové kmene recitovali tradiční krátké modlitby (karakia).
Maorové chovali kaky i jako domácí mazlíčky. V oblibě byli hlavně vzácné bílé nebo červené morfy kaků, které byly často považovány za „náčelníky“ (rangatira) hejn. Kakové pronikli i do tradičních pořekadel maorů (whakataukī), ve kterých jsou vyobrazeni jako hluční a kulišáčtí ptáci. O člověku, který toho hodně hloupého namluví, se říká, že má „hlavu kaky“ (he pane kākā) nebo že má hubu jako kaka (he kākā wana nui). Výřečný vychloubačný nepřítel byl zase přirovnáván ke „štěbetavému kakovi, který se brzy setká s osudem“. Jelikož často lovení holubi maorští měli pověst spíše usedlých ptáků nenápadného hlasového projevu, jedno z přísloví přirovnává hlasitý řev kaků k člověku, který se v rámci vlastní vesnice chová nenápadně a tiše, za to při cestách po jiných vesnicích na sebe upozorňuje a chová se vychloubačně: „Doma holub, na cestách kaka“ (He kūkū ki te kāinga, he kākā ki te haere). Pověst papoušků je u Maorů však vesměs dobrá, a to hlavně ve srovnání s holuby maorskými, kteří během krátké doby vyžerou obrovské množství ovoce, zatímco kakové pomalu a rozvážně uždibují jídlo, které si přidržují drápem, což bylo mezi Maory váženo více než nenasytnost holubů.
Maorové dodnes považují kaky za „klenoty“ (taonga) a péče o druh je součástí kulturních a rituálních postupů a procedur (tikanga). Pro maorský kmen Ngāi Tahu, jehož příslušníci v minulosti obývali většinu Jižního ostrova, je tento vztah legislativně zakotven v zákonu Vyrovnání pohledávek mezi Britskou korunou a kmenem Ngāi Tahu z roku 1998 (Ngāi Tahu Claims Settlement Act 1998), plán 97 (Taonga species).